# Estación de Virgen del Rocío
Virgen del Rocío es un apeadero ferroviario situado en el Distrito Sur, en la ciudad española de Sevilla, en la comunidad autónoma de Andalucía. Dispone de servicios de Media Distancia. Forma parte también de las líneas C-1, C-4 y C-5 de la red de Cercanías Sevilla.

## Situación ferroviaria
Las instalaciones se encuentran situadas en el punto kilométrico 3,6 de la línea férrea de ancho ibérico Alcázar de San Juan-Cádiz. El kilometraje toma como punto de partida la antigua estación de San Bernardo cabecera histórica de la línea Sevilla-Cádiz. El tramo es de vía doble y está electrificado. 

## La estación
En la década de los años 80, y con las vistas puestas en la Expo 92, se decidió reorganizar el entramado ferroviario de la ciudad de Sevilla. Se cerrarón algunas estaciones históricas y se abrieron nuevos recintos. Uno de ellos fue la San Justa. Desde ella se remodeló el tramo Santa Justa-La Salud, soterrando algo más de 2 000 metros. En el recorrido de ese túnel se crearon dos nuevos apeaderos, el de San Bernardo y el de Virgen del Rocío que se encuentra justo al final del mismo en superficie. Ambos fueron puestos en servicio el mismo día, el 2 de mayo de 1991.

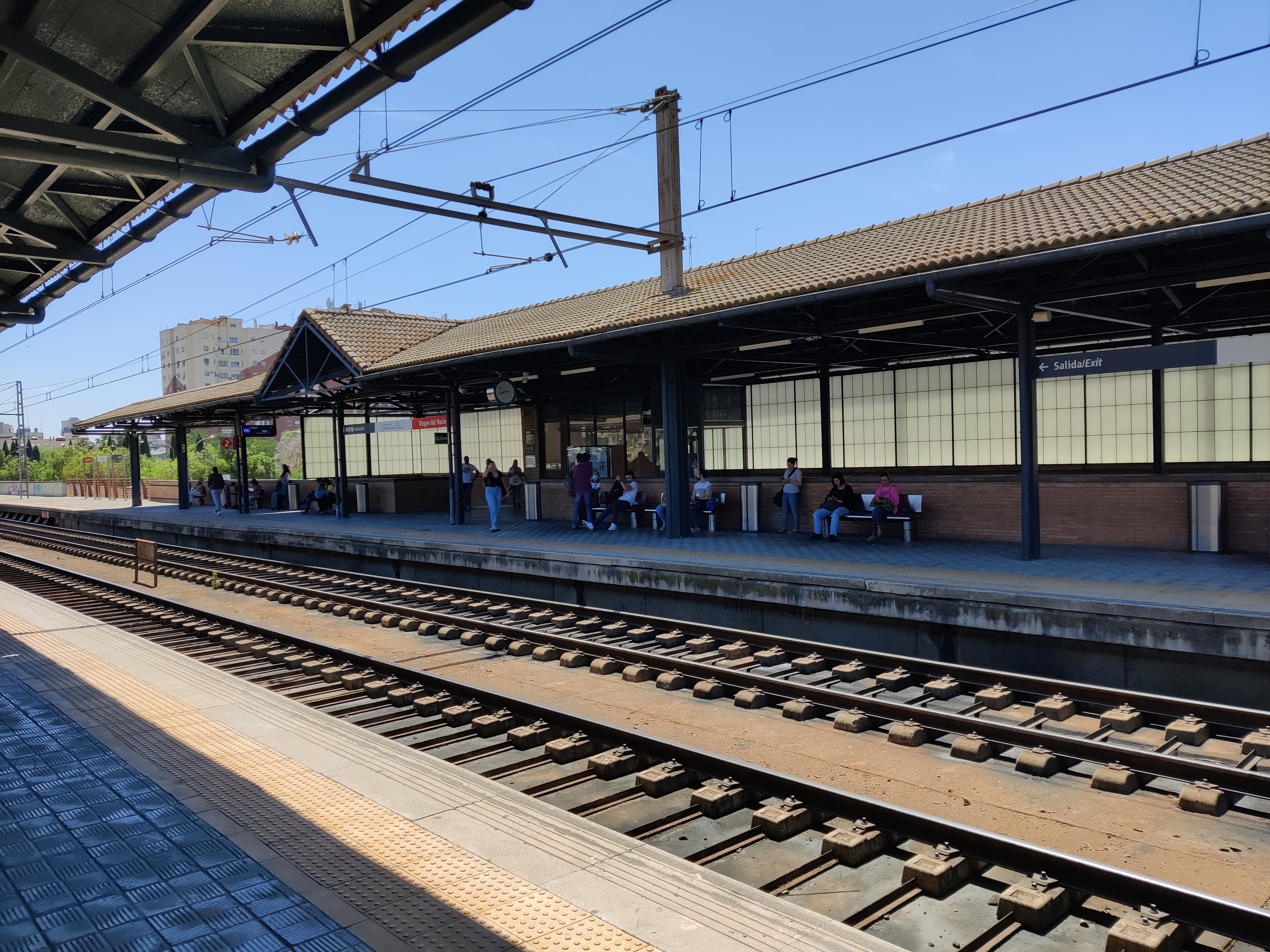
Interior

Dispone de dos andenes laterales cubiertos a los que acceden dos vías. Tiene su entrada principal en la calle Torcuato Luca de Tena frente al hospital general Virgen del Rocío.

## Servicios ferroviarios

### Media Distancia
Varias líneas de Media Distancia tienen parada en la estación: la línea 65, entre Sevilla y Cádiz y la línea 67, aunque para el tramo Sevilla-Osuna. Todos los trayectos se hacen con trenes MD operados por Renfe. 
| Línea MD | Trenes | Origen/Destino |  | Destino/Origen |
| -------- | ------ | -------------- |  | -------------- |
| 65       | MD     | Sevilla        |  | Cádiz          |
| 67       | MD     | Sevilla        |  | Osuna          |

### Cercanías
Forma parte de las líneas C-1, C-4 y C-5 de la red de Cercanías Sevilla. La pertenencia a tres líneas de la red genera una alta frecuencia de paso. La línea C-1 es la que mayor frecuencia tiene con trenes cada 20-30 minutos mientras que la circular C-4 y la C-5 registran trenes cada 30-60 minutos. A efectos tarifarios la estación se encuentra en la zona 1.
| procedencia/destino | < estación   | Línea | estación >           | destino/procedencia  |
| ------------------- | ------------ | ----- | -------------------- | -------------------- |
| Lora del Río        | San Bernardo |       | Jardines de Hércules | UtreraLebrija        |
| Circular            | San Bernardo |       | Padre Pío-Palmete    | Circular             |
| Benacazón           | San Bernardo |       | Jardines de Hércules | Jardines de Hércules |